# هارولد إتش فيشر
هارولد إتش فيشر (بالإنجليزية: Harold H. Fisher)‏ هو مهندس معماري أمريكي، ولد في 28 أكتوبر 1901 في يونيونتاون في الولايات المتحدة، وتوفي في 28 نوفمبر 2005 في غروس بوينت وودز في الولايات المتحدة.